# Língua khamti

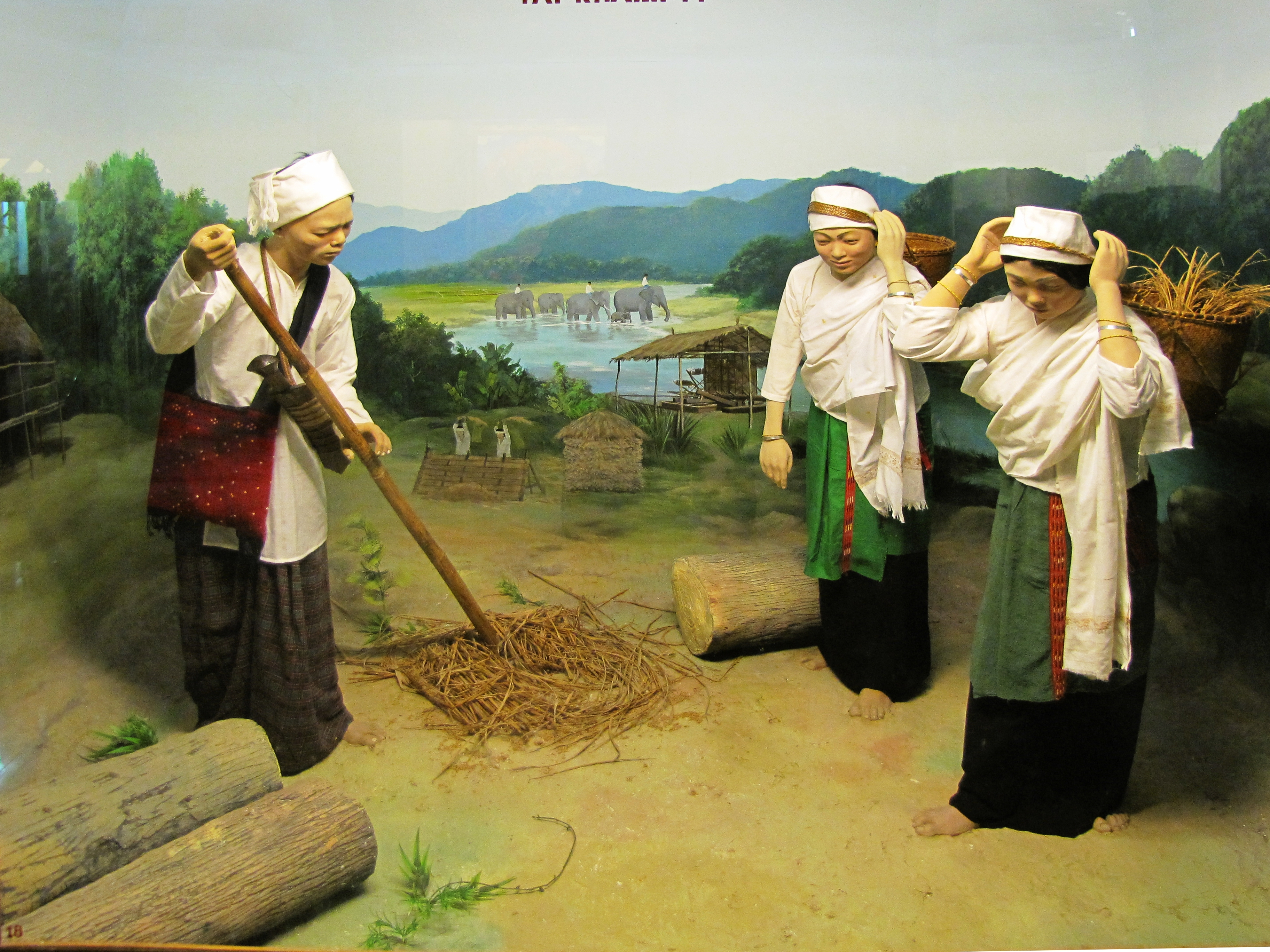
Diorama do povo Khamti no Museu Jawaharlal Nehru em Itanagar.

A língua Khamti (Thai:(ภาษาไทคำตี่, pasa tai kham dtee) é falada em Sagaing, Mianmar e em Assam, Índia (vale do rio Dikrong, em Narayanpur e margem norte do rio Brahmaputra) pelo povo Khamti do mesmo nome.  Na moderna língua tailandesa, língua com a qual apresenta inteligibilidade mútua, Khamti significa  "palavras abertas" ou "fala aberta".
São cerca de trinta os vilarejos da Índia onde a língua é falada em Arunachal Pradesh e em Assam. Seus falantes usam também a língua birmanesa e o Jingpho, sendo que a grande maioria professa o Budismo.

## Falantes
Em Myanmar, Khamti é falado por 3.500 pessoas en Sagaing (região), perto de Myitkyina e por 4.500 no Estado de Cachin, Distrito de Putao (ambos dados em 2000). Na Índia, é falado por 5.000 em Assam e Arunachal Pradesh, no Vale Dikrong, Narayanpur e na margem norte do rio Brahmaputra dado de 2007).

## Dialetos
Os três dialetos de Khamti são conhecidos: Khamti Burma Norte, Assam Khamti e Sinkaling Khamti. Todos os falantes de khamti são bilíngues, principalmente em assamês e birmanês.

## Nome
"Khamti" foi traduzido de várias maneiras como  Hkamti, Khampti, Khamti Shan, Khampti Shan, Khandi Shan, Kam Ti, Tai Kam Ti, Tai-Khamti, Kamti, Hkampti Shan  e  Khampti Sam .

## História
A língua parece ter se originado em torno de Mogoung na Alta Birmânia. Quando Mogoung foi capturado, um grande grupo de Khamtis mudou-se para o norte e leste de Lakhimpur. No ano de 1850, 300 a 400 Khamtis se estabeleceram em Assam.

## Relacionadas
Sã relacionadas ao Khamti a língua xã e ainda Phakaes, Aiton Khamyang e Singpho (Turung).

## Escrita
Os Tai Khamtis têm seu próprio sistema de escrita chamado 'Lik-Tai', que compartilham com pessoas de Tai Phake e pessoas de Tai Aiton. É muito parecido com a escrita da língua xã do norte de Mianmar, que é uma variante do alfabeto birmanês, com algumas das letras assumindo formas divergentes. Essa escrita é evidentemente derivada da escrita Lik Hto Ngauk desde há centenas de anos. São 35 letras, incluindo 17 consoantes e 14 vogais. É tradicionalmente ensinada em mosteiros sobre assuntos como tripitaka, contos Jataka, código de conduta, doutrinas e filosofia, história, códigos de leis, astrologia e quiromancia etc. O primeiro livro impresso foi publicado em 1960. Em 1992 foi editada pela Comitê de Literatura de Tai, Chongkham. Em 2003, foi novamente modificado com marcação de tom por estudiosos do norte de Mianmar e Arunachal Pradesh.

## Fonologia

### Consoantes iniciais
Consoantes Khanti:
|                |                | Bilabial | Bilabial | Alveolar | Alveolar | Palatal | Palatal | Velar | Velar  | Glotal | Glotal |
| surda          | sonora         | surda    | sonora   | surda    | sonora   | surda   | sonora  | surda | sonora |        |        |
| -------------- | -------------- | -------- | -------- | -------- | -------- | ------- | ------- | ----- | ------ | ------ | ------ |
| Plosiva        | tenuis         | p        |          | t        |          | c       |         | k     |        | ʔ      |        |
| Plosiva        | aspirada       | pʰ       |          | tʰ       |          |         |         | kʰ    |        |        |        |
| Nasal Oclusiva | Nasal Oclusiva |          | m        |          | n        |         | ɲ       |       | ŋ      |        |        |
| Fricativa      | Fricativa      |          |          | s        |          |         |         |       |        | h      |        |
| Lateral        | Lateral        |          |          |          | l        |         |         |       |        |        |        |
| Lateral        | Lateral        |          |          |          | r        |         |         |       |        |        |        |
| Semivogal      | Semivogal      |          |          |          |          |         | j       |       | w      |        |        |

Nota: apenas a variedade encontrada em Mianmar usa a nasal palatal / ɲ / e o rótico / r /.

### Consoantes finais
|                |                | Bilabial | Bilabial | Alveolar | Alveolar | Palatal | Palatal | Velar | Velar  | Glotal | Glotal |
| surda          | sonora         | surda    | sonora   | surda    | sonora   | surda   | sonora  | surda | sonora |        |        |
| -------------- | -------------- | -------- | -------- | -------- | -------- | ------- | ------- | ----- | ------ | ------ | ------ |
| Oclusiva       | tenuis         | p        |          | t        |          |         |         | k     |        | ʔ      |        |
| Oclusiva       | aspirada       |          |          |          |          |         |         |       |        |        |        |
| Nasal Oclusiva | Nasal Oclusiva |          | m        |          | n        |         |         |       | ŋ      |        |        |
| Semivogal      | Semivogal      |          |          |          |          |         | j       |       | w      |        |        |

-[w] ocorre após as vogais anteriores e [a] -, - [j] ocorre após as vogais posteriores e [a]-.

### Vogais
A língua Khamti encontrada em Mianmar usa as seguintes vogais:
|                 | Anterior        | Anterior        | Posterior       | Posterior   | Posterior   | Posterior |
| não arredondada | não arredondada | não arredondada | não arredondada | arredondada | arredondada |           |
| curta           | longa           | curta           | longa           | curta       | longa       |           |
| --------------- | --------------- | --------------- | --------------- | ----------- | ----------- | --------- |
| Fechada         | i               | i:              | ɯ               | ɯ:          | u           | u:        |
| Medial          | e               |                 | ɤ               |             | o           |           |
| Aberta          | ɛ               |                 | a               | a:          | ɔ           |           |
| Ditongo         | ia              |                 | aɯ              |             | ua          |           |

### Tons
Khamti usa cinco tons, a saber: decrescente baixo / 21 /, decrescente médio / 42 /, decrescente alto / 53 /, crescente alto / 34 / e alto /55/.

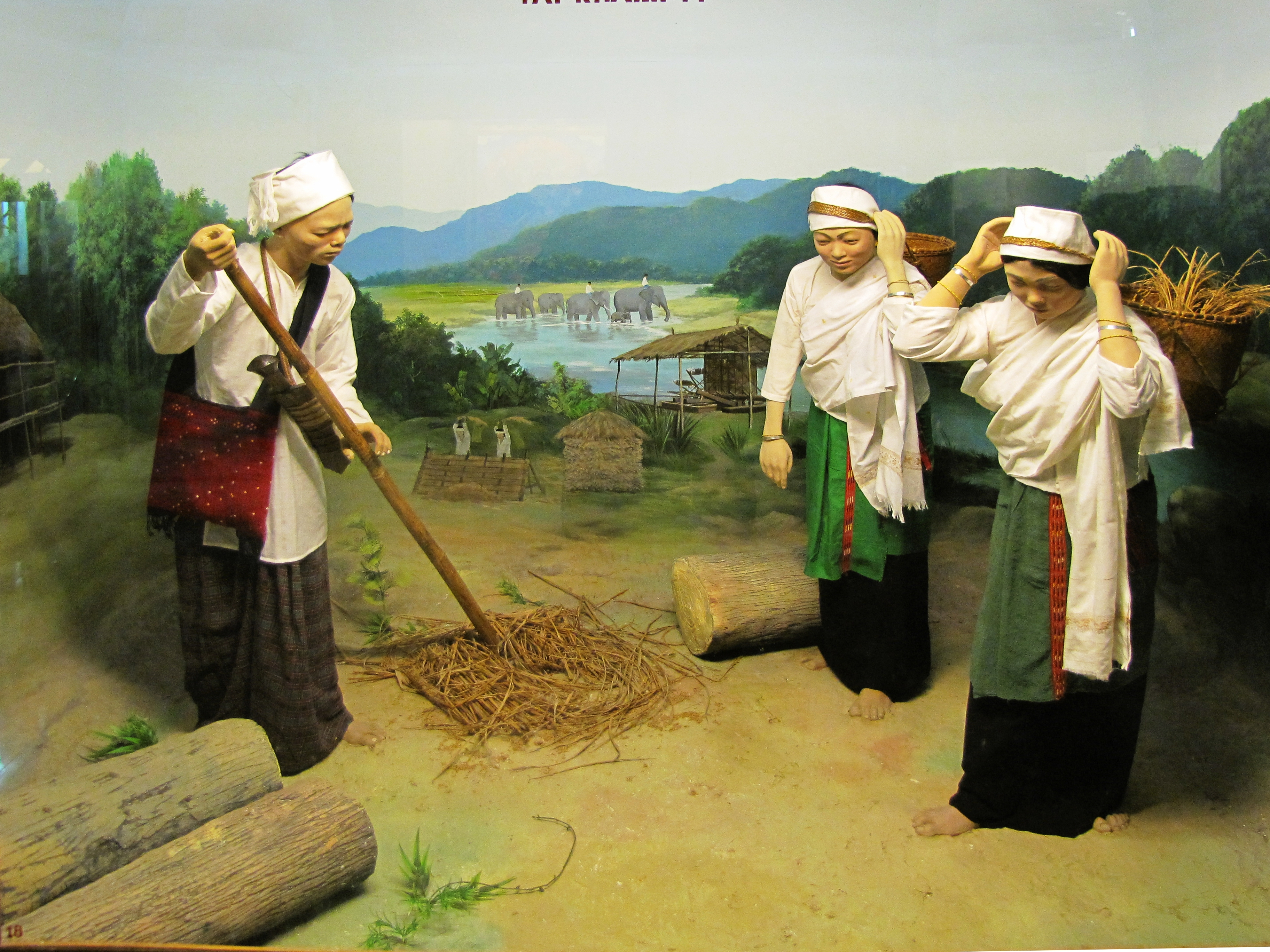
Diorama do povo Khamti no Jawaharlal Nehru Museum, Itanagar.

## Gramática

### Sintaxe
Ao contrário de outras línguas Tai que exibem a ordem das palavras S.V.O., o Khamti tem a ordem das palavras S.O.V.

### Substantivos
Os substantivos são divididos em comuns e próprios.

#### Comuns
Os substantivos comuns podem ser pluralizados adicionando / nai1 khau / atrás do substantivo. Os substantivos comuns são classificados em classes usando classificadores como o genérico / an3 /, / ko1 / para pessoas e / to1 / para animais.

#### Próprios
Nomes de pessoas e nomes de lugares são classificados como nomes próprios. Khamti prefixa os nomes das pessoas, dependendo da classe social ou status dessa pessoa. Esses prefixos são específicos de gênero. O prefixo para Senhorita é / na: ng4 / e o prefixo para Sr é / tsa: i3 /. Um prefixo para o Sr. usado para se dirigir respeitosamente a um homem de status superior é / tsau2 / ou / tsau2 nuai/.

### Pronomes
Khamti usa um sistema de pronomes triparte, que consiste nas formas singular, dual e plural. A forma dual e a forma da primeira pessoa do plural são ainda divididas entre as formas inclusivas e exclusivas. O seguinte conjunto de pronomes são os pronomes encontrados na língua Khamti:
| Palavra       | Significado                    |
| ------------- | ------------------------------ |
| /kau3/        | I (1ª sg)                      |
| /ha:4/        | Eu e você (1ª dual inclus.)    |
| /hang4 khe:u/ | Eu e ele/ela (1ª dual exclus.) |
| /haw1/        | Nós (1ª pl)                    |
| /maeu4/       | Você (2ªsg)                    |
| /suang khe:u/ | Vocês dois (2ª dual            |
| /man4/        | eles/elas (3ª sg)              |
| /suang kha:/  | Aqueles dois (3ª dual)         |
| /khau/        | eles (3ª pll)                  |

### Demonstrativos
Demonstrativos khamti:
| Demonstrativos | Singular                  | Plural                               |
| -------------- | ------------------------- | ------------------------------------ |
| Ptóximo        | /an3 nai1/, 'este'        | /an3 nai1 nai1 khau/, 'estes'        |
| Intermediário  | /amaeu4 nai1/, 'esse'     | /amaeu4 nai1 khau/, 'esses'          |
| Distante       | /an3 pu:n nai1/, 'aquele' | /an3 pu:n nai1 nai1 khau/, 'aqueles' |